# 25951 Pamross
25951 Pamross è un asteroide della fascia principale. Scoperto nel 2001, presenta un'orbita caratterizzata da un semiasse maggiore pari a 2,2791780 au e da un'eccentricità di 0,1280043, inclinata di 5,82338° rispetto all'eclittica.